# لویی پادشاه خرید
لویی پادشاه خرید (انگلیسی: Shopping King Louie; کره‌ای: 쇼핑왕 루이) یک مجموعه تلویزیونی محصول کره جنوبی در سال ۲۰۱۶ با بازی سو این گوک، نام جی هیون، یون سانگ هیون و ایم سه می است. این مجموعه از ۲۱ سپتامبر تا ۱۰ نوامبر ۲۰۱۶، روزهای چهارشنبه و پنجشنبه ساعت ۲۲:۰۰ (کی‌اس‌تی) از ام‌بی‌سی برای ۱۶ قسمت قسمت پخش شد.

## بازیگران

### اصلی
- سو این گوک در نقش لویی / کانگ جی سونگ (۲۵ ساله)[۶]
- نام جی هیون در نقش کو بوک شیل (۲۱ ساله)
- یون سانگ هیون در نقش چا جونگ وون
- ایم سه می در نقش بک ما ری